# ببغاء فوربس اخضر العقب
ببغاء فوربس اخضر العقب (باللاتينية: Forpus passerinus) (بالإنجليزية: Green-rumped parrotlet) ، هو نوع ينتمي إلى بستاكيداي (فصيلة: Psittacidae) .